# Georg Maas
Pour les articles homonymes, voir Maas.
Georg Maas, né le 18 septembre 1960 à Aix-la-Chapelle (Allemagne de l'Ouest), est un scénariste et réalisateur indépendant allemand.

## Biographie
Sa sœur est Angela Maas (de).

## Filmographie partielle

### Comme réalisateur
- 1991 : Atemnot (TV)
- 1999 : Pfadfinder
- 2003 : NeuFundLand
- 2009 : The Real World of Peter Gabriel (TV)
- 2011 : The Buddha Wallah
- 2012 : D'une vie à l'autre
- 2013 : Liv Ullmann - Eine Nahaufnahme (TV)